# ノマド: 漂流する高齢労働者たち
『ノマド: 漂流する高齢労働者たち』（ノマド ひょうりゅうするこうれいろうどうしゃたち、Nomadland: Surviving America in the Twenty-First Century）は、ジャーナリストのジェシカ・ブルーダーによる2017年のノンフィクション本である。グレート・リセッション以降、季節毎の仕事を求めてアメリカ中を旅する生活に陥った年配のアメリカ人の実態が記されている。『ニューヨーク・タイムズ』紙より「注目の本」に選ばれたこの書籍はJ・アンソニー・ルーカス賞とヘレン・バーンスタイン図書賞の最終選考に残り、またバーンズ・アンド・ノーブル新人作家賞。同年内に『CamperForce』として短編ドキュメンタリー映画化され、ブルーダーがプロデューサー、ブレット・ストーリーが監督、ローラ・ポイトラスがエグゼクティブ・プロデューサーを務めた。
2017年の出版直後にフランシス・マクドーマンドとピーター・スピアーズが権利を獲得し、2019年2月にフォックス・サーチライト・ピクチャーズが配給権を獲得した。『ノマドランド』（Nomadland）という題でクロエ・ジャオ監督・脚本で劇映画化され、2020年に公開された。マグドーマンドとデヴィッド・ストラザーンの他、書籍で取り上げられたヴァンドウェラーのリンダ・メイ、シャーリーン・スワンキー、ボブ・ウェルズが出演している。映画は批評的に成功し、第78回ゴールデングローブ賞でドラマ映画賞と監督賞を受賞した。